# Guido Romano
Guido Romano (Módena, 3 de dezembro de 1887 – Vicenza, 18 de junho de 1916) foi um ginasta italiano que competiu em provas de ginástica artística pela nação.
Romano é o detentor de uma medalha olímpica, conquistada na edição de 1912, nos Jogos de Estocolmo. Na ocasião, foi o vencedor da prova coletiva ao lado de seus dezessete companheiros de equipe, quando derrotaram as seleções da Hungria e Reino Unido.